# Auxilium Pallacanestro Torino 1985-1986
La Auxilium nel 1985-1986, sponsorizzata Berloni, ha giocato in Serie A1.

## Roster

Scott May, migliore marcatore stagionale dell'Auxilium

|    | Naz.                   | Ruolo | Sportivo            | Anno | Alt. | Peso | Note |
| -- | ---------------------- | ----- | ------------------- | ---- | ---- | ---- | ---- |
| 4  | Italia (bandiera)      | G     | Giampiero Savio     | 1959 | 195  | 96   |      |
| 5  | Italia (bandiera)      | G     | Stefano Vidili      | 1968 | 188  | 83   |      |
| 6  | Italia (bandiera)      |       | Oscar Boarolo       | 1966 |      |      |      |
| 8  | Italia (bandiera)      | P     | Carlo Della Valle   | 1962 | 197  |      |      |
| 9  | Italia (bandiera)      | AC    | Davide Pessina      | 1968 | 206  | 109  | .    |
| 10 | Italia (bandiera)      | AC    | Flavio Tiberti      | 1966 | 204  |      |      |
| 11 | Italia (bandiera)      | C     | Renzo Vecchiato     | 1955 | 207  | 115  |      |
| 12 | Stati Uniti (bandiera) | AP    | Scott May           | 1954 | 201  | 98   |      |
| 13 | Italia (bandiera)      | AG    | Riccardo Morandotti | 1965 | 200  | 110  |      |
| 14 | Italia (bandiera)      | C     | Davide Croce        | 1962 | 204  |      |      |
| 15 | Stati Uniti (bandiera) | AC    | Mike Bantom         | 1951 | 206  | 91   |      |
| 16 | Italia (bandiera)      | P     | Michele Celenza     | 1967 | 184  |      |      |

### Staff tecnico
Capo allenatore: Giuseppe Guerrieri
Assistente: Federico Danna
Assistente: Giorgio Bongiovanni
Massaggiatore: Giovanni Roberto
Medico: Roberto Carlin

## Risultati
- Serie A1:
- stagione regolare: 4ª classificata;
- play off: eliminata in semifinale
- Coppa Italia: sedicesimi
- Coppa Koraç: quarti di finale